# Караєв Алі Гейдар Ага Керім огли
Алі Гейдар Ага Керім огли Караєв (20 червня 1886, місто Шамахи Бакинської губернії, тепер Азербайджан — розстріляний 21 квітня 1938, місто Баку, тепер Азербайджан) — радянський діяч, народний комісар з військових та морських справ Азербайджанської РСР, 2-й секретар Закавказького крайового комітету ВКП(б). Член ЦВК СРСР. Член Центральної контрольної комісії ВКП(б) у 1927—1930 роках.

## Життєпис
Народився 7 (20) червня 1896 року в кварталі Шихміназ міста Шамахи, в родині дрібного торговця. У шестирічному віці (1902 року) вступив до моллахану (духовну школу), а після того, як в 1906 році в Шамасі відкрилося реальне училище, Караєв був прийнятий на підготовчий курс цього навчального закладу.
Навчаючись у старших класів, публікував нотатки в журналі «Молла Насреддін». У 1913 році був одним із учасників засідання, скликаного редакцією «Молла Насреддін» у Тифлісі. Після того, як у 1914 році в місті відкрилося Шемахинське відділення культурно-освітнього товариства «Ніджат», Караєв брав активну участь у його роботі.
У травні 1915 року закінчив реальне училище в Шамасі. З 1915 по 1916 рік працював викладачем 4-ї російсько-татарської школи міста Баку.
Виїхавши в 1916 році до Новочеркаська, вступив на факультет механіки Донського політехнічного інституту і вже незабаром почав брати участь у роботі соціал-демократичного гуртка студентів. Коли студенти першого курсу, у лютому 1917 року, організували страйк, то А. Караєв увійшов до складу страйкового комітету, але за участь у страйку його заарештували, хоча під арештом він пробув недовго.
На початку травня 1917 року виїхав з Новочеркаська до Баку, а потім до Шемахи. Був обраний членом правління Шемахинського студентського бюро. 23 травня 1917 року Караєв головував на засіданні, на якому шляхом об'єднання робітничої ради з солдатськими радами виникла Рада робітників і солдатських депутатів Шамахи. У червні 1917 року селяни Шемахинського повіту обрали його делегатом на крайовий з'їзд селянських депутатів Закавказзя. Цей з'їзд, скликаний у Тифлісі, обрав Крайовий центр рад селянських депутатів Закавказзя та А. Караєв став одним із членів його президії. Щоб взяти участь у роботі Всеросійського виконавчого комітету селянських рад, він разом з іншими членами президії на початку липня 1917 року виїжджав до Петрограда. Після повернення у вересні 1917 року до Тифлісу, відбулося його зближення з місцевими меншовиками —членами «Гуммет» і вже незабаром А. Караєв вступив до Тифліської організації «Гуммет», членом якої був до 1919 року. 
Входив до редколегії друкованого органу тифліської організації «Гуммет» — газети «Ал байраг» («Червоний прапор»), що виходила з лютого до липня 1918 року в Тифлісі. У вересні 1918 року Караєв був редактором сатиричгого журналу «Тартан-партан», перший і останній номер якого побачив світ 24 вересня 1918 року в Тифлісі.
У жовтні 1918 року обраний членом парламенту Грузинської Демократичної Республіки від Тифліської організації «Гуммет», але через місяць подав у відставку, мотивуючи свої дії незнанням грузинської мови.
З грудня 1918 до квітня 1920 року — депутат парламенту Азербайджанської Демократичної Республіки від організації «Гуммет», член фракції соціалістів. З січня 1919 року — член комісії із законодавчих ініціатив, а з квітня 1919 року — член робочої комісії.
Член РКП(б) з лютого (травня) 1919 року.
Після загального травневого страйку 1919 року — голова Бакинської робітничої конференції. На засіданні президії Бакинської робітничої конференції, що відбулося 17 травня 1919 року, було прийнято рішення про видання азербайджанською мовою щоденної газети «Баки фехле конфрансинин ахбарі» («Вісті робітничої конференції»), редагування якої доручили Караєву. Газета виходила з 8 червня до 7 серпня 1919 року, потім була заборонена урядом. Караєв став редагувати іншу легальну щоденну газету азербайджанською мовою — «Хаг» («Правда»), яка була закрита урядом після виходу першого номера. Потім Караєв редагував газети «Фугара садаси» («Голос бідноти») та «Захмет садаси» («Голос праці»), які також були заборонені азербайджанським урядом.
27 жовтня 1919 року Караєва обрали членом бюро Бакинського комітету РКП(б). З 8 грудня 1919 року редагував газету «Азербайджан фугараси» («Азербайджанська біднота»), яка видавалися 3 місяці. Був редактором сатиричного журналу «Маш'ал» («Смолоскип»), що видавався з листопада 1919 року, входив до складу редакційної колегії органу соціал-демократичної організації «Адалет» — газети «Хуррієт» («Свобода»).
11—12 лютого 1920 року в Баку відбувся нелегальний Перший з'їзд комуністичних організацій Азербайджану. На ньому відбулося об'єднання «Гуммет», «Адалят» та Бакинського комітету РКП(б) в єдину Азербайджанську комуністичну партію (більшовиків) (АКП(б)). Караєв був обраний членом президії з'їзду, членом Центрального комітету АКП(б) та членом Бюро ЦК АКП(б). Бюро ЦК АКП(б) на своєму засіданні, що відбулося 17 лютого 1920 року, сформувало Президію ЦК у складі трьох осіб (А. Караєв, М. Д. Гусейнов та В. Г. Єгоров) і тоді ж призначило Караєва членом агітаційно-організаційної колегії ЦК.
Після окупації Азербайджану радянськими військами з 27 квітня 1920 року — член Азербайджанського тимчасового революційного комітету (Азревкому). Одночасно з кінця квітня до травня 1920 року — голова Бакинського революційного комітету.
З 28 квітня до серпня (?) 1920 року — народний комісар юстиції Азербайджанської РСР та, одночасно, народний комісар праці Азербайджанської РСР.
30 квітня — 19 серпня 1920 року — редактор газети «Коммунист» у Баку. З червня 1920 року був редактором першої червоноармійської газети Азербайджану «Гирмизи аскер» («Червоноармієць»).
З 13 червня 1920 року — голова виконавчого комітету Бакинської міської ради; надзвичайний комісар (уповноважений ЦК АКП(б)) Шемахинського повіту Азербайджанської РСР.
21 червня 1920 — 1 лютого 1923 року — народний комісар з військових та морських справ Азербайджанської РСР.
Одночасно 14 листопада 1920 — 29 травня 1921 року — член Революційної військової ради (РВР) 11-ї армії (потім — Окремої Кавказької Червонопрапорної армії); член РВР Каспійського флоту.
3 січня — 18 квітня 1922 року — редактор газети «Коммунист» у Баку.
З 12 травня 1922 року — заступник народного комісара з військових та морських справах Закавказької РФСР.
З листопада 1922 року — начальник Частин особливого призначення Надзвичайної комісії (ЧК) при РНК Азербайджанської РСР.
16 березня 1923 — 24 грудня 1929 року — секретар ЦК КП(б) Азербайджану.
2 лютого 1924 — 21 листопада 1925 року — член Революційної військової ради (РВР) СРСР.
18 березня — 9 травня 1924 року — редактор газети «Коммунист» у Баку.
27 листопада 1929 — 8 травня 1930 року — 2-й секретар Закавказького крайового комітету ВКП(б).
У 1930 році — відповідальний секретар Гянджинського окружного комітету КП(б) Азербайджану.
У 1931—1934 роках — слухач Інституту червоної професури в Москві. Одночасно в 1932—1937 роках — у Виконавчому комітеті Комуністичного Інтернаціоналу.
1934 року захистив кандидатську дисертацію на тему проблеми національної політики партії у Закавказзі. Його опонентом на захисті дисертації виступив Мамія Орахелашвілі.
У 1934—1937 роках — інструктор-викладач Інституту масового заочного навчання партійного активу при ЦК ВКП(б) у Москві.
3 липня 1937 року заарештований органами НКВС у Москві. Військової колегії Верховного суду СРСР 21 квітня 1938 року засуджений до страти. Того ж дня розстріляний в Баку.
7 грудня 1955 року посмертно реабілітований Верховним судом СРСР.

## Нагороди
- орден Трудового Червоного Прапора Азербайджанської РСР
- орден Червоного Прапора Закавказької РФСР
- «Почесний пролетарський нагрудний знак» Азербайджанської РСР